# Jiří Čart
Jiří Čart, również Georg Czart, Czarth, Czard, Schardt, Tzarth, Zarth (ur. 8 kwietnia 1708 w Vysokiej, zm. po 1778 przypuszczalnie w Mannheimie) – czeski kompozytor i skrzypek.

## Życiorys
Początkowo był uczniem Lukasa Lorenza w Deutschbrod, następnie uczył się gry na flecie u Franza Josefa Timmera i Johanna Otto Rosettego oraz na skrzypcach u Biarellego w Wiedniu. Poznał Františka Bendę, z którym w 1730 roku przybył do Polski. Początkowo prawdopodobnie pozostawał w służbie starosty sochaczewskiego Fabiana Kazimierza Szaniawskiego, a w 1732 roku został członkiem kapeli nadwornej króla Augusta II Mocnego w Warszawie. W 1733 roku wyjechał na dwór Augusta III do Drezna. Od 1734 roku pozostawał na służbie księcia pruskiego Fryderyka w Rheinsbergu, a po jego koronacji na króla w 1740 roku przeniósł się do Berlina. W 1757 lub 1758 roku przeniósł się na dwór książęcy w Mannheimie, gdzie pozostawał do 1778 roku.
Skomponował 6 sonat na flet i basso continuo, wydanych w Paryżu około 1750 roku. Pozostałe kompozycje Čarta pozostały w rękopisach.